# Tači

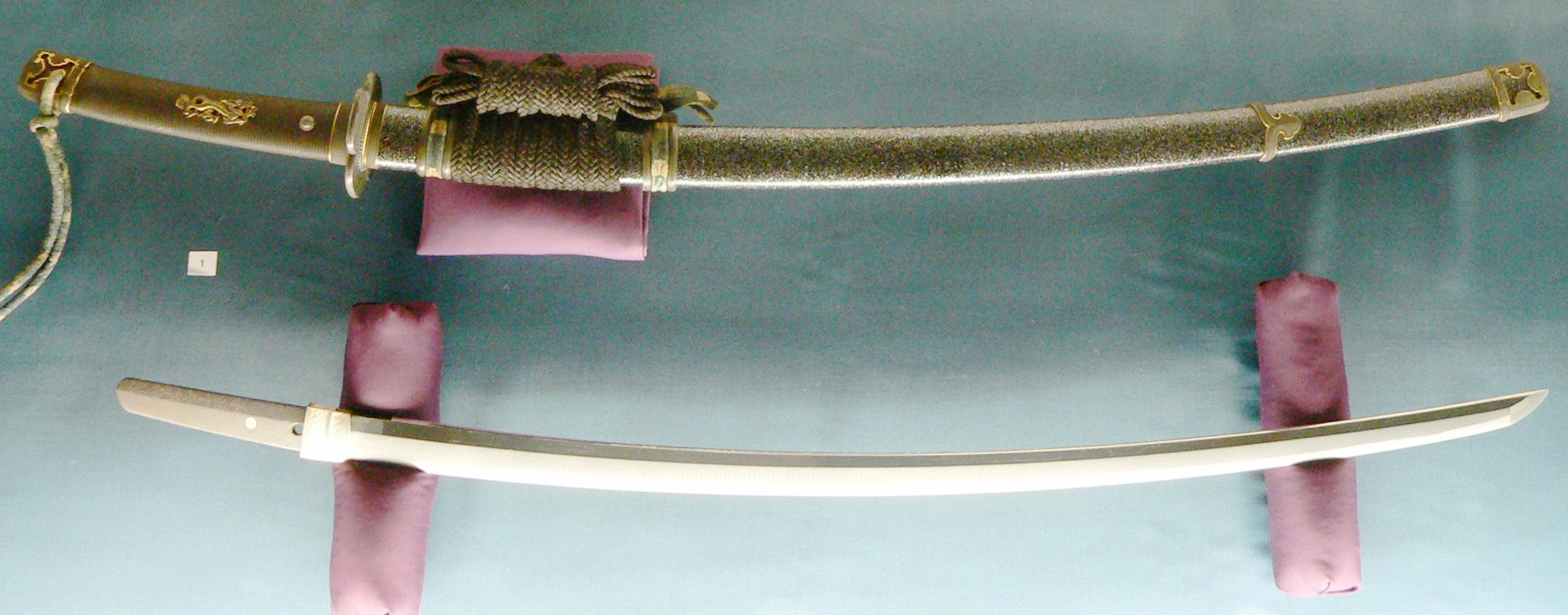
Meč tači

Tači je první verze japonského meče. Nosí se zavěšené u opasku, je delší než katana, ale kratší než nodači. Meče tači byly používány především jízdou, ještě před vynálezem katany.

## Styl boje s Tači
Tači bylo vyvinuto především pro jezdecký boj, respektive k tomu, aby bylo mečem možné udeřit zespoda nahoru, což je pro jezdce mnohem výhodnější než naopak a s mírně zakřivenou čepelí to lze provést daleko lépe než s rovným mečem, používaným ve starověku, který byl dovážen především z Číny a Koreje.